# Lea Sölkner
Lea Sölkner (ur. 24 grudnia 1958 w Tauplitz) – austriacka narciarka alpejska, mistrzyni świata.

## Kariera
W zawodach Pucharu Świata zadebiutowała 17 stycznia 1976 roku w Berchtesgaden, gdzie zajęła 12. miejsce w slalomie. Pierwsze punkty (do końca sezonu 1977/1978 punkty zdobywało dziesięć najlepszych zawodniczek) wywalczyła 22 stycznia 1976 roku w Badgastein, gdzie zajęła czwarte miejsce w kombinacji. Na podium zawodów tego cyklu pierwszy raz stanęła 11 grudnia 1976 roku w Courmayeur, kończąc rywalizację w gigancie na drugiej pozycji. W zawodach tych rozdzieliła swą rodaczkę, Brigitte Totschnig i Hanni Wenzel z Liechtensteinu. W kolejnych startach jeszcze dziewięć razy stawała na podium, odnosząc przy tym jedno zwycięstwo: 23 stycznia 1979 roku w Schruns była najlepsza w slalomie. W sezonie 1981/1982 zajęła szóste miejsce w klasyfikacji generalnej. Ponadto w sezonie 1978/1979 zajęła trzecie miejsce w klasyfikacji slalomu (w klasyfikacji generalnej była jedenasta).
Wystartowała w gigancie i slalomie na igrzyskach olimpijskich w Lake Placid w 1980 roku, ale obu konkurencji nie ukończyła. Podczas rozgrywanych cztery lata później igrzysk w Sarajewie była ósma w zjeździe, a slalomu ponownie nie ukończyła. Wcześniej zdobyła złoty medal w slalomie na mistrzostwach świata w Garmisch-Partenkirchen w 1978 roku. Wyprzedziła tam Pameli Behr z RFN i Austriaczkę Monikę Kaserer.

## Osiągnięcia

### Igrzyska olimpijskie
| Miejsce | Dzień     | Rok  | Miejscowość | Konkurencja | Czas biegu | Strata | Zwyciężczyni    |
| ------- | --------- | ---- | ----------- | ----------- | ---------- | ------ | --------------- |
| DNS2    | 21 lutego | 1980 | Lake Placid | Gigant      | 2:41,66    | -      | Hanni Wenzel    |
| DNF1    | 23 lutego | 1980 | Lake Placid | Slalom      | 1:25,09    | -      | Hanni Wenzel    |
| 8.      | 16 lutego | 1984 | Sarajewo    | Zjazd       | 1:13,36    | +1,03  | Michela Figini  |
| DNF1    | 13 lutego | 1984 | Sarajewo    | Slalom      | 1:36,47    | -      | Paoletta Magoni |

### Mistrzostwa świata
| Miejsce | Dzień       | Rok  | Miejscowość            | Konkurencja | Czas biegu | Strata | Zwyciężczyni   |
| ------- | ----------- | ---- | ---------------------- | ----------- | ---------- | ------ | -------------- |
| 1.      | 3 lutego    | 1978 | Garmisch-Partenkirchen | Slalom      | 1:24,85    | -      | -              |
| 11.     | 4 lutego    | 1978 | Garmisch-Partenkirchen | Gigant      | 2:41,15    | +3,81  | Maria Epple    |
| DNS2    | 21 lutego   | 1980 | Lake Placid            | Gigant      | 2:41,66    | -      | Hanni Wenzel   |
| DNF1    | 23 lutego   | 1980 | Lake Placid            | Slalom      | 1:25,09    | -      | Hanni Wenzel   |
| DNF     | 31 stycznia | 1982 | Schladming             | Kombinacja  | 8,99 pkt   | -      | Erika Hess     |
| 22.     | 4 lutego    | 1982 | Schladming             | Zjazd       | 1:37,47    | +2,21  | Gerry Sorensen |
| 14.     | 6 lutego    | 1982 | Schladming             | Slalom      | 1:41,60    | +4,27  | Erika Hess     |

### Puchar Świata

#### Miejsca w klasyfikacji generalnej
- sezon 1975/1976: 32.
- sezon 1976/1977: 15.
- sezon 1977/1978: 9.
- sezon 1978/1979: 11.
- sezon 1979/1980: 17.
- sezon 1980/1981: 31.
- sezon 1981/1982: 6.
- sezon 1982/1983: 32.
- sezon 1983/1984: 13.

#### Miejsca na podium w zawodach
1. Courmayeur – 11 grudnia 1976 (gigant) – 2. miejsce
2. Maribor – 22 stycznia 1978 (slalom) – 3. miejsce
3. St. Gervais – 8 lutego 1978 (slalom) – 2. miejsce
4. Schruns – 23 stycznia 1979 (slalom) – 1. miejsce
5. St. Gervais – 21 grudnia 1981 (kombinacja) – 2. miejsce
6. Badgastein – 18 stycznia 1982 (zjazd) – 2. miejsce
7. Badgastein – 20 stycznia 1982 (kombinacja) – 3. miejsce
8. Val d’Isère – 7 grudnia 1982 (zjazd) – 2. miejsce
9. Val d’Isère – 8 grudnia 1983 (zjazd) – 3. miejsce
10. Sestriere – 14 grudnia 1983 (kombinacja) – 2. miejsce